# Constantin III (roi d'Écosse)
Constantin III d'Écosse (mort en 997), (gaélique : Causantin Mac Cuilén), roi d'Écosse de 995 à 997,

## Origine
Le roi Cuilén (mort en 971), laisse un seul fils Constantine III ou Causantín mac Cuilén qui est surnommé « le Chauve »  par les chroniqueurs médiévaux postérieurs comme Jean de Fordun et qui règne une année et six mois en 995-997 après le meurtre du roi Kenneth II par Finguala ou Finella .
Constantin est un cousin éloigné de son prédécesseur Kenneth II et de son successeur Kenneth III.voir le schéma de la succession dynastique.

## Règne
Constantin, comme ses quatre prédécesseurs, est assassiné en 997. Il est tué à « Rathinveramon » (c'est-à-dire le fort de l'embouchure de l'Almond), probablement près de Scone dans ce qui est désormais le Perthshire, par un certain Kinath filio Malcolmi. Dans la mesure où il n'y a pas d'autre Kinath/Cináed vivant à cette époque (Cináed mac Maíl Coluim est mort en  995), il s'agit certainement d'une erreur. Le meurtrier doit être Kenneth III (Cináed mac Duib), qui succède à Causantín, ou peut être Máel Coluim lui-même, fils de Cináed II  ,.
Kenneth III est un membre de l'autre lignée de la dynastie royale. Une source postérieure et contestable indique que Constantin III est inhumé à Iona. Constantin, qui ne laisse pas de descendance connue est le dernier membre de la dynastie royale descendant du roi Aed (mort en 878) à contrôler le royaume.